# Cáliz y Patena de Santiago de Peñalba
El Cáliz y la Patena de Santiago de Peñalba, también conocidos como Cáliz y patena del abad Pelayo y popularmente como el Cáliz y la patena de San Genadio, son dos reliquias originarias del monasterio de Santiago de Peñalba (conjunto monástico del que hoy en día se conserva su iglesia mozárabe), en la localidad de Peñalba de Santiago (provincia de León, España). Mandados elaborar por el abad Pelayo a mediados del siglo XII, se trata de dos joyas de orfebrería románica que actualmente se exponen en el Museo del Louvre de París (Francia).

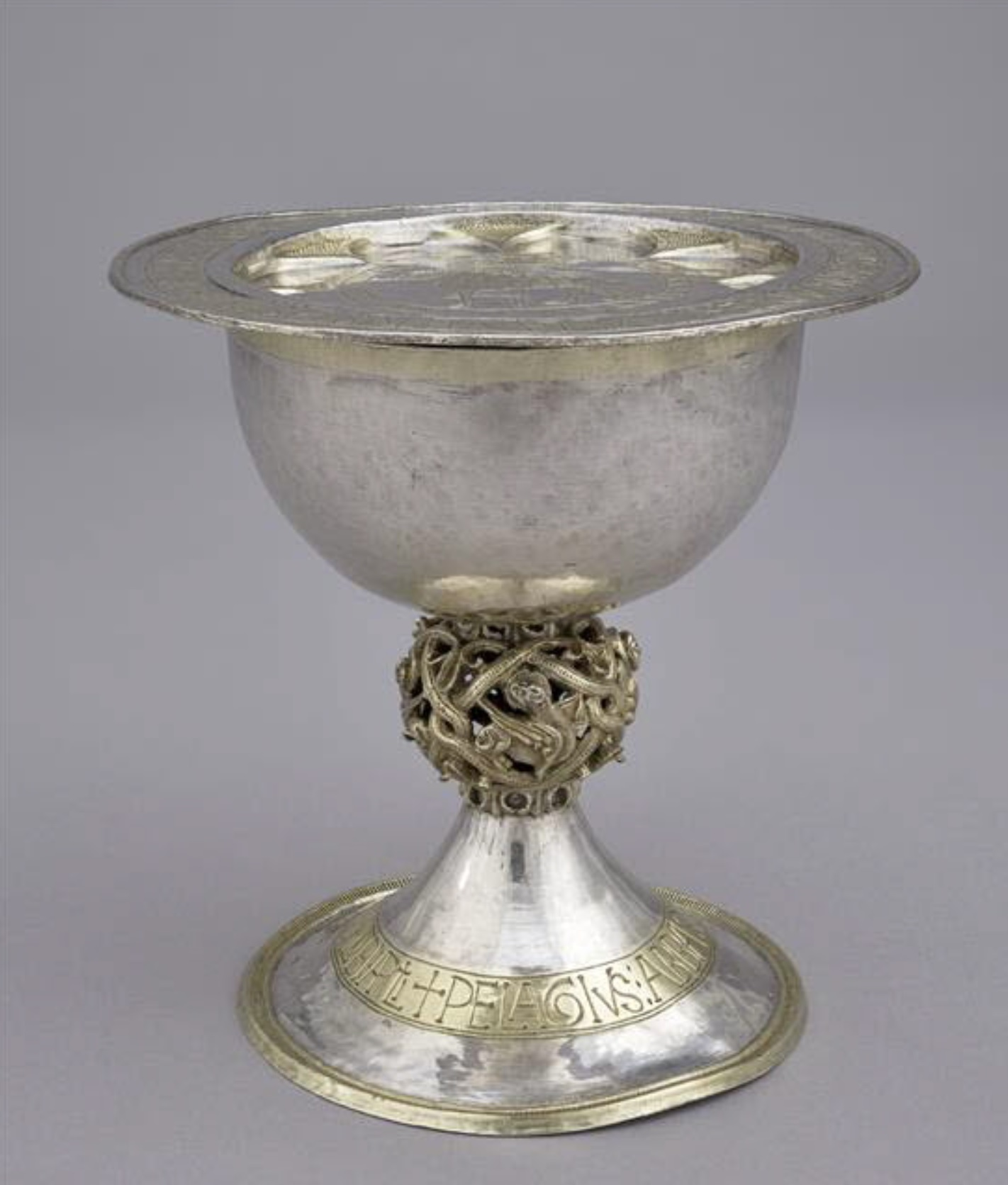
Cáliz y patena de Santiago de Peñalba

## Historia

### Procedencia
Proceden, ambas piezas y al igual que la Cruz de Peñalba, del desaparecido monasterio de Santiago de Peñalba, fundado entre los años 909 y 920. Del monasterio solo ha llegado a nuestros días su iglesia, la conocida joya de la arquitectura mozárabe. Ambas piezas fueron realizadas a mediados del siglo XII por encargo del abad Pelayo (abad Pelayo Fernández), en un periodo en el que el desaparecido monasterio gozó de gran esplendor.

### Expolio
El cáliz y la patena eran guardados con sumo cuidado en la custodia del altar de San Genadio de la iglesia de Santiago de Peñalba. No se conoce en qué momento de la historia fueron trasladados a Astorga, pero sí se sabe que en el siglo XIX un responsable de la diócesis de Astorga (acaso un canónigo o el obispo de Astorga), los regaló al Cardenal Moreno, arzobispo de Valladolid, y a su muerte los herederos vendieron ambas piezas a un anticuario, quien en 1886 las revendió mediante subasta pública al Museo del Louvre por un precio desconocido.
Junto con el cáliz y la patena, hay constancia de la desaparición de un tercer objeto, un copón de plata (no sabemos si coetáneo del cáliz y la patena o no) que fue fundido para hacer dos cálices que se supone que fueron a parar a la iglesia de Santiago de Peñalba.

### Situación actual
El Cáliz y la Patena se encuentran en el Museo de Louvre (París) 
En el año 1999 el Museo del Louvre cedió, en préstamo, por un año, las dos piezas al Museo de El Bierzo (Ponferrada).

## Descripción

### Cáliz
Mide 15 cm de altura y 10 de diámetro. En medio del brazo se sitúa un motivo ornamental redondeado con formas vegetales y, destacando sobre él, las figuras del Tetramorfos en representación de los símbolos de los cuatro evangelistas.En su base, con forma cónica está grabada la siguiente frase:

PELAGIVS ABBAS ME FECIT AD HONOREM SANCTI IACOBI APLI

''Me hizo el abad Pelayo en honor de Santiago Apóstol
Es una joya de la orfebrería románica, tanto por su diseño como por su acabado.

### Patena
Mide 13,3 cm de diámetro, forma circular y casi plana. En el interior están grabados ocho pétalos semicirculares (entre ellos, están grabadas, líneas entrelazadas formando rombos) que enmarcan una especie de cuerda o soga en forma de círculo y dentro de este está grabado, muy finamente, el Cordero y la Cruz.
En su borde está grabada la siguiente inscripción:

CARNEM QVM GVSTAS NON ADTERIT VLLA VETUSTAS PERPETVVS CIBVS ET REGAT HOC REVS. AMEN

Esta inscripción y sus traducciones han sido motivo de arduos debates entre expertos. Transcribiremos la traducción que se acepta por correcta (después de restaurar el texto a lo, que se cree, que se pretendía decir:
A la carne que comes no le afecta el paso del tiempo; es alimento perpetuo; el que lo niegue no está exento de culpa. Amén.
Según R. Favreau (epigrafista francés) esta inscripción se inscribe en la reacción teológica que provocó la doctrina de Berengario de Tours para quien la presencia de Cristo en la eucaristía era simbólica y no real (Herejía de Berengario).